# The Hitch-Hiker (Zona crepusculară)
The Hitch-Hiker este episodul 16 al serialului american Zona crepusculară.  A fost difuzat inițial pe 22 ianuarie 1960 pe canalul CBS. Acesta a fost influențat de piesa radiofonică The Hitch-Hiker⁠(d) a lui Lucille Fletcher. Este deseori menționat ca fiind unul dintre cele mai îndrăgite episoade ale serialului.

## Prezentare

### Introducere
| “ | Numele său este Nan Adams. Are 27 de ani. Ocupația sa: achizitor la un magazin universal din New York. În prezent se află în vacanță, călătorind spre Los Angeles, California din Manhattan. | ” |

Narațiunea continuă după dialogul dintre Nan și mecanic:
| “ | Un incident minor pe autostrada 11 în Pennsylvania. Probabil urmează să fie încadrat la categoria „accidente neînsemnate”. Dar începând din acest moment, tovarășul de drum al lui Nan Addams în călătoria sa spre California va fi teroarea. Traseul său: frica. Destinația sa: complet necunoscută. | ” |

### Intriga
Nan Adams, în vârstă de 27 de ani, călătorește cu mașina de la New York la Los Angeles, iar pe autostrada U.S. Route 11⁠(d) din Pennsylvania, una dintre anvelope explodează și, cu toate că pierde controlul mașinii, supraviețuiește. Mecanicul chema să schimbe roata este surprins că aceasta a supraviețuit, menționând că „nu ar fi trebui să chemați un mecanic. Ar fi trebuit să chemați un dric”. Cei doi pornesc spre oraș, unde acesta îi va furniza o nouă anvelopă. În timp ce se îndepărtează de la locul accidentului, Nan observă un autostopist⁠(d) ciudat. Mai târziu, în timp ce se pregătește să părăsească benzinăria orașului, îl observă din nou. Neliniștită, aceasta pleacă. Pe parcursul călătoriei, Nan îl vede pe același autostopist în Virginia și în mai multe locuri din țară.
Când se oprește la o trecere la nivel cu calea ferată, bărbatul face autostopul pe partea cealaltă a liniei. Teribil de speriată, acesta decide să pornească, dar mașina se blochează pe șine. Nan reușește în ultimul momentul să evite un alt accident, iar după trecerea trenului, autostopistul dispare.
Nan este acum convinsă că aceasta încearcă să o ucidă. Continuă să conducă, devenind din ce în ce mai speriată, oprindu-se doar când este necesar. De fiecare dată când se oprește însă, autostopistul este acolo, mereu înaintea sa.
Aceasta decide să aleagă o rută diferită în New Mexico, însă rămâne fără benzină. Se deplasează pe jos până la o benzinărie închisă și deși în trezește pe proprietar, acesta refuză să o servească din cauza orei târzii. Nan întâlnește un marinar aflat în drum spre San Diego și se oferă să-l conducă până la destinație. Acesta acceptă bucuros oferta și îl convinge pe proprietar să-i furnizeze combustibil. În timpul călătoriei, aceasta îl observă din nou pe autostopist și încearcă să-l lovească cu mașina. Marinarul, care nu-l poate vedea, consideră că nu este în stare să conducă; Nan recunoaște că încerca să-l calce pe autostopist. Speriat, acesta părăsește automobilul, cu toate că Nan încearcă să-l convingă să rămână.
În Arizona, Nan se oprește la un telefonic public și își contactează mama în Manhattan, New York. Femeia care răspunde la telefon îi spune că doamna Adams este internată în spital ca urmare a unei căderi nervoase cauzate de moartea fiicei sale, Nan, într-un accident de mașină în Pennsylvania acum șase zile. Anvelopa mașinii a explodat, iar vehiculul s-a răsturnat. Aceasta realizează adevărul: nu a supraviețuit accidentului din Pennsylvania, iar autostopistul este însăși Moartea, așteptând ca Nan să conștientizeze că nu mai este în viață. Aceasta își pierde orice emoție, grijă și se simte pustiită.
Nan se întoarce la mașină și se uită în oglinda retrovizoare. În loc să-și vadă propria reflexie, îl vede pe autostopist, care îi spune: „Cred că mergi... spre destinația mea?”.

### Concluzie
| “ | Nan Adams, vârsta 27 de ani. Aceasta se deplasa spre California; spre Los Angeles. Nu a reușit să ajungă la destinație. A făcut un ocol... prin Zona crepusculară. | ” |